# 公職に関する就職禁止、退職等に関する勅令
公職に関する就職禁止、退職等に関する勅令（こうしょくにかんするしゅうしょくきんし、たいしょくとうにかんするちょくれい、昭和22年1月4日勅令第1号）は、公職追放について規定された日本の勅令。公職追放令とも呼ばれる。GHQに指令を実施するためのポツダム命令である。
1946年（昭和21年）に「就職禁止、退官、退職等ニ関スル件」（昭和21年2月28日勅令第109号）として公布・施行されたものを、1947年に全部改正したもの。

## 概要
1946年（昭和21年）1月4日附連合国最高司令官覚書「公務従事ニ適シナイ者ノ公職カラノ除去ニ関スル件」に基づいた勅令。
公職を「国会の議員、官庁の職員、地方公共団体の職員及び議会の議員並びに特定の会社、協会、報道機関その他の団体の特定の職員の職等」と定義し、「公務従事に適しない者」として連合国最高司令官覚書に掲げる条項に該当する者が公職に在る場合は退職させるものとし、退職しない場合は20日間（特に必要がある事例は30日）経過すれば失職するものとした。また覚書該当者は公選公職候補者となることができず、恩給や年金の受給資格を喪失することとなり、覚書該当者の三親等内の親族及び配偶者は公選公職を除き、覚書該当者の指定があった日から10年間は覚書該当者が覚書該当者として退職した公職の就任が禁止された。例外規定として、覚書該当者について余人を以て代えることが困難な事情がある場合は対象外となる規定などあった。
以下に該当する者は3年以下の懲役若しくは禁錮又は1万5000円以下の罰金の刑事罰が規定された。
- 内閣総理大臣又は都道府県知事が徴する「公職追放に関する審査における調査表」における重要事項の虚偽記載又は不提出
- 公職適否審査委員会の審査における、資料提出や事実説明を求められた際に拒否又は重要事項の虚偽資料提出
- 公選公職候補者について関連届出等において選挙候補者が覚書該当者でないことを証明する確認書の写を選挙長に提出する際の不正の行為
- 覚書に基いて報告書を連合国最高司令官に提出する際に重要事項の虚偽記載
- 覚書該当者の公選公職候補者に関する届提出・選挙運動・政治活動
- 覚書該当者の覚書該当者としての指定理由となる団体執務場所における住居・事務所の設置（日常生活の必要がある場合や正当な理由がある場合は対象外）
- 覚書該当者の重要役職の退職拒否・就任
- 覚書該当者の職務執行又は政治活動における、公職への指示・勧奨・意思・利益供与等で、公職をして覚書該当者に代わって支配継続を実現するような行為
- 覚書該当者の命令に基づく届け出拒否又は重要事項の虚偽記載
- 法務総裁の資料提出命令における、提出拒否又は重要事項の虚偽記載

この勅令は1947年1月4日、公職追放令の改正（昭和22年勅令第1号）、公職追放令施行令の改正（同年閣令第1号）によって公職の範囲を広げ、戦前・戦中の有力企業や軍需産業、思想団体の幹部、多額寄付者なども公職追放の対象とした。その結果、1948年5月までに20万人以上が追放される結果となった。
1950年6月6日の吉田茂首相宛マッカーサー書翰で、日本共産党幹部の公職追放を指令した。占領の目的である日本の民主化を妨げる勢力として、共産党中央委員24名の名前を挙げ、SCAPIN548（ある種類の政党、協会、結社その他の団体の廃止）並びに550（好ましくない人物の公職よりの除去）に基づく公職追放を指令している。
公職追放令は1952年4月28日のサンフランシスコ平和条約発効と同時に施行された「公職に関する就職禁止、退職等に関する勅令等の廃止に関する法律」（昭和27年法律第94号）により廃止された。

## 覚書該当者に指定され退職した国会議員

### 衆議院議員
| 議員資格消滅日             | 選挙区     | 所属党派   | 氏名       |
| -------------------------- | ---------- | ---------- | ---------- |
| 1946年（昭和21年）5月7日   | 東京1区    | 日本自由党 | 鳩山一郎   |
| 1947年（昭和22年）6月2日   | 宮城2区    | 日本社会党 | 日野吉夫   |
| 1947年（昭和22年）6月5日   | 静岡1区    | 無所属     | 原栄作     |
| 1947年（昭和22年）6月10日  | 福岡3区    | 日本自由党 | 石井光次郎 |
| 1947年（昭和22年）6月10日  | 静岡2区    | 日本自由党 | 石橋湛山   |
| 1947年（昭和22年）7月11日  | 長崎1区    | 日本社会党 | 今村等     |
| 1947年（昭和22年）7月20日  | 新潟1区    | 日本自由党 | 北昤吉     |
| 1947年（昭和22年）7月27日  | 埼玉2区    | 日本自由党 | 平岡良蔵   |
| 1947年（昭和22年）8月1日   | 広島2区    | 日本自由党 | 谷川昇     |
| 1947年（昭和22年）11月17日 | 新潟1区    | 日本自由党 | 石山賢吉   |
| 1947年（昭和22年）11月26日 | 茨城1区    | 日本自由党 | 葉梨新五郎 |
| 1947年（昭和22年）12月13日 | 広島3区    | 民主党     | 大宮伍三郎 |
| 1947年（昭和22年）12月18日 | 福島2区    | 民主党     | 林平馬     |
| 1948年（昭和23年）1月8日   | 群馬3区    | 日本自由党 | 小峰柳多   |
| 1948年（昭和23年）2月5日   | 山梨全県区 | 無所属     | 平野力三   |
| 1950年（昭和25年）6月27日  | 東京3区    | 日本共産党 | 徳田球一   |
| 1950年（昭和25年）6月27日  | 東京1区    | 日本共産党 | 野坂参三   |
| 1950年（昭和25年）6月27日  | 大阪1区    | 日本共産党 | 志賀義雄   |
| 1950年（昭和25年）6月27日  | 神奈川1区  | 日本共産党 | 春日正一   |
| 1950年（昭和25年）6月27日  | 東京5区    | 日本共産党 | 神山茂夫   |
| 1950年（昭和25年）6月27日  | 東京2区    | 日本共産党 | 伊藤憲一   |
| 1950年（昭和25年）6月28日  | 東京6区    | 日本共産党 | 聴濤克巳   |
| 1950年（昭和25年）7月19日  | 京都1区    | 日本共産党 | 谷口善太郎 |
| 1950年（昭和25年）9月20日  | 東京7区    | 日本共産党 | 土橋一吉   |
| 1951年（昭和26年）9月27日  | 静岡1区    | 日本共産党 | 砂間一良   |
| 1951年（昭和26年）9月27日  | 新潟1区    | 日本共産党 | 上村進     |
| 1951年（昭和26年）10月1日  | 京都2区    | 日本共産党 | 河田賢治   |

### 貴族院議員
| 議員資格消滅日            | 議員資格         | 氏名     |
| ------------------------- | ---------------- | -------- |
| 1946年（昭和21年）6月18日 | 勅選             | 松村義一 |
| 1946年（昭和21年）8月3日  | 勅選             | 勝田主計 |
| 1946年（昭和21年）8月17日 | 沖縄県多額納税者 | 当間重民 |
| 1947年（昭和22年）3月12日 | 福岡県多額納税者 | 出光佐三 |

### 参議院議員
| 議員資格消滅日            | 選挙区 | 氏名         |
| ------------------------- | ------ | ------------ |
| 1947年（昭和22年）5月27日 | 兵庫県 | 八木幸吉     |
| 1947年（昭和22年）6月22日 | 全国区 | 吉松喬       |
| 1947年（昭和22年）7月5日  | 全国区 | 柳川宗左衛門 |
| 1947年（昭和22年）7月5日  | 群馬県 | 竹腰徳蔵     |
| 1947年（昭和22年）7月16日 | 全国区 | 慶松勝左衛門 |
| 1948年（昭和23年）5月7日  | 奈良県 | 服部教一     |
| 1949年（昭和24年）2月25日 | 全国区 | 松本治一郎   |
| 1951年（昭和26年）9月27日 | 全国区 | 細川嘉六     |